# Elymnias paradoxa
Elymnias paradoxa är en fjärilsart som beskrevs av Otto Staudinger 1894. Elymnias paradoxa ingår i släktet Elymnias och familjen praktfjärilar. Inga underarter finns listade i Catalogue of Life.